# 排隊棋
排隊棋（Apagos），是法國人Francis Pacherie在2010年推出的兩人棋類遊戲。

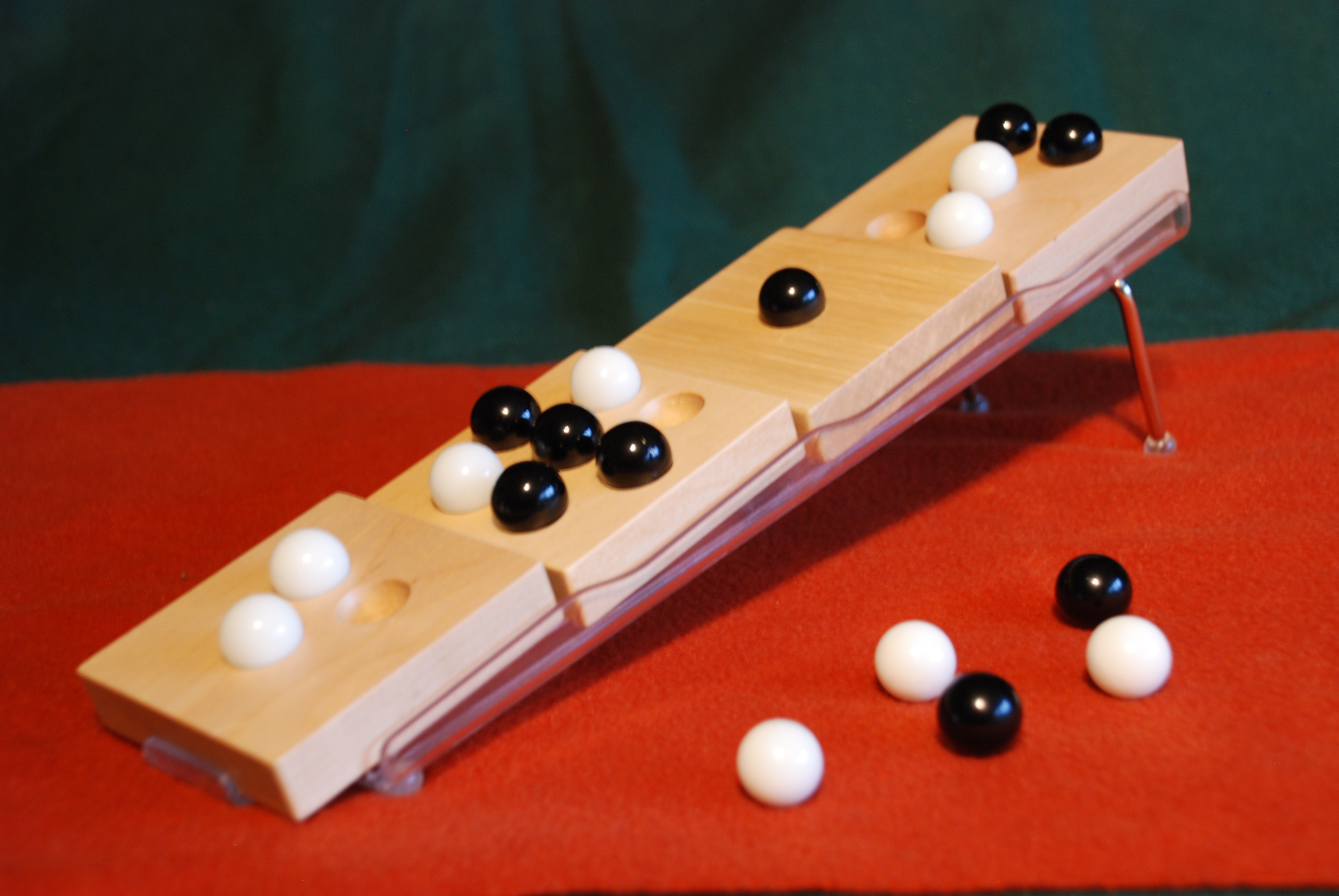
普通版的排隊棋棋具

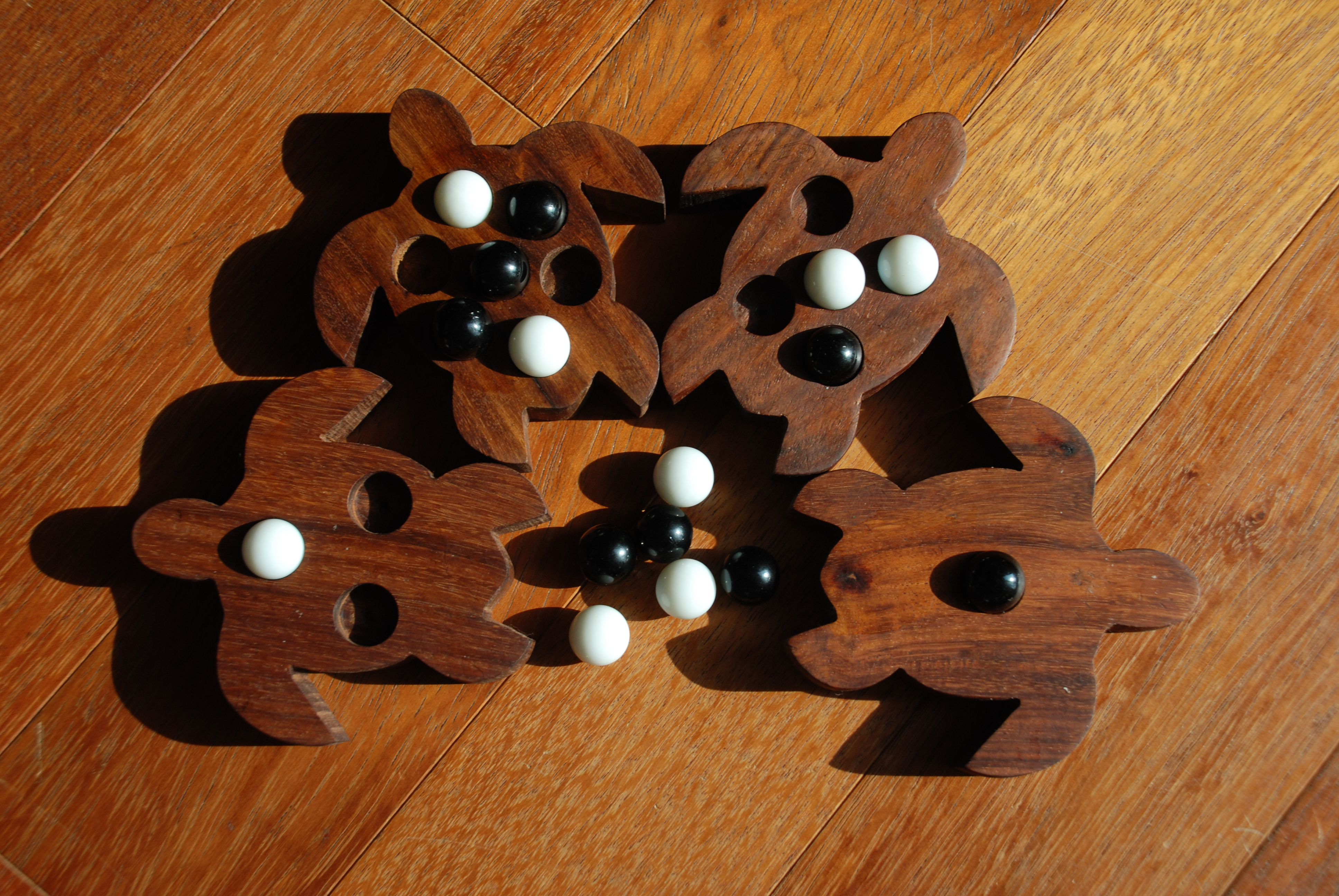
豪華版的排隊棋棋具

## 棋具
- 四片小棋盤，盤上分別有一、三、五、七個凹洞。每個凹洞可裝一枚棋珠。
- 每方有十顆棋珠，以兩色區分敵我。

## 規則
- 將四個棋盤隨機排成直線，取一端作首位。

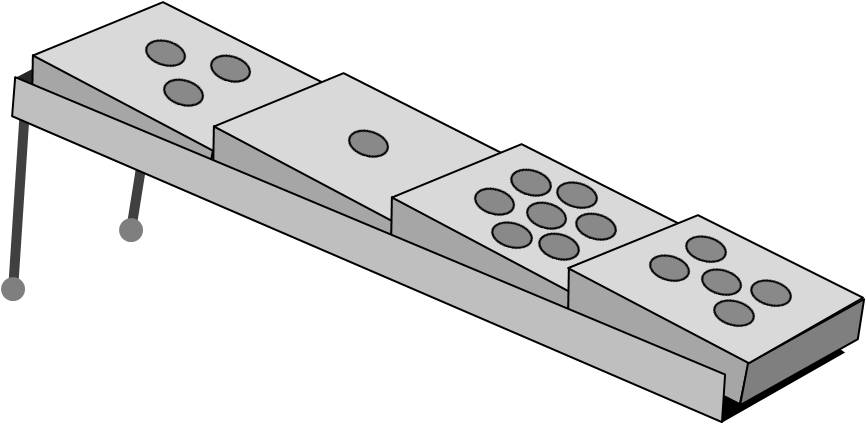
例如此局用有三顆凹洞的棋盤作首位。

- 每方回合時需作以下動作之一：
  - 放一顆己方棋珠在任一棋盤，然後將此棋盤與前一位棋盤換位。如果已是首位的棋盤，則不再換位。

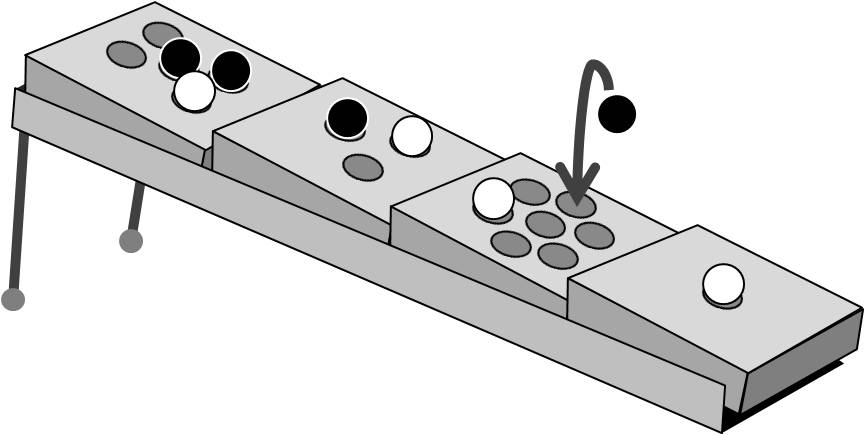
例如黑方把一顆黑珠放在第三位棋盤。
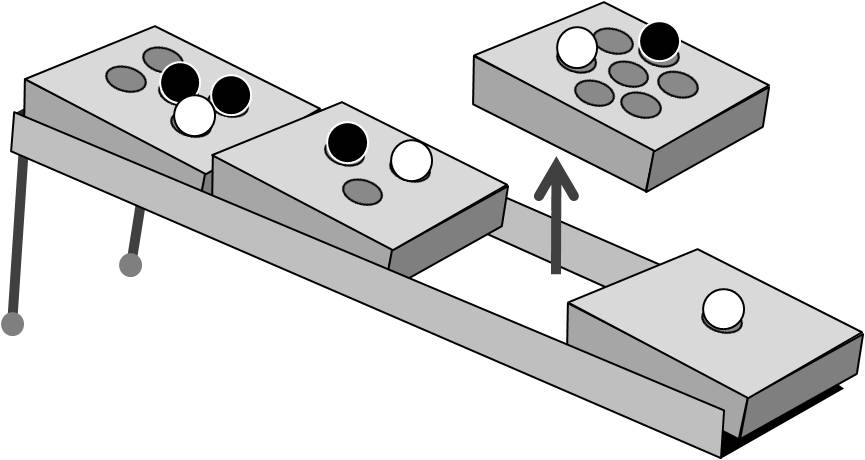
然後與前位的棋盤換位。
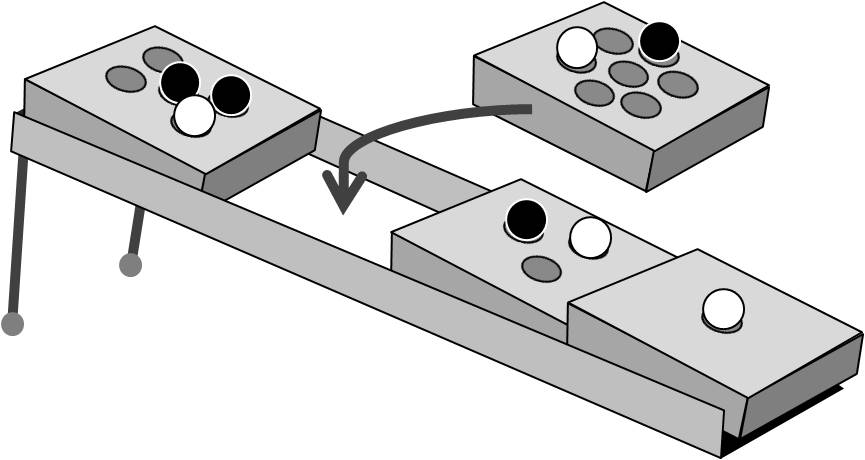
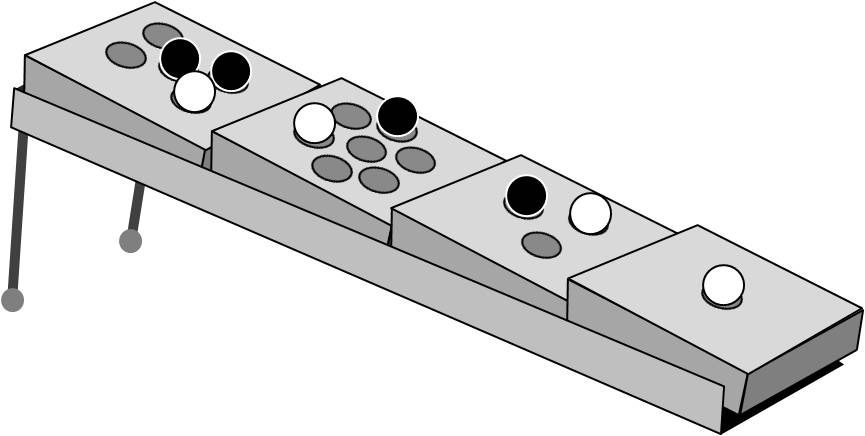

- - 將一顆已在某個棋盤的己方棋珠拿走，然後放在後方任何一位棋盤。

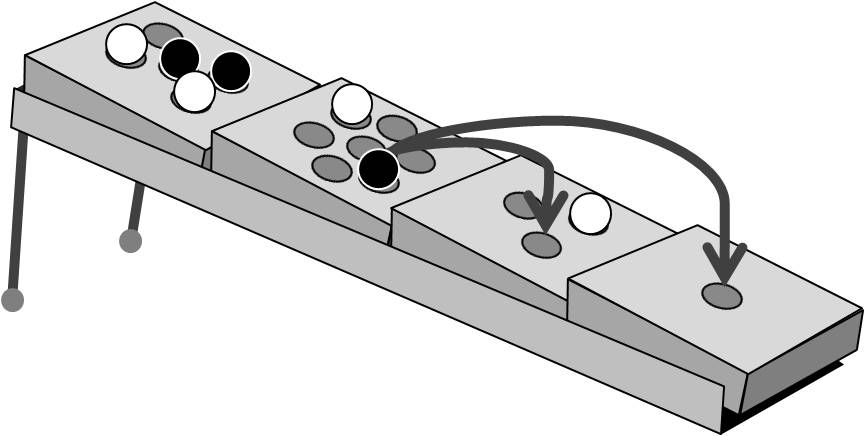
例如黑方從第二位棋盤拿一顆黑珠，可放在第三、末位的棋盤上。
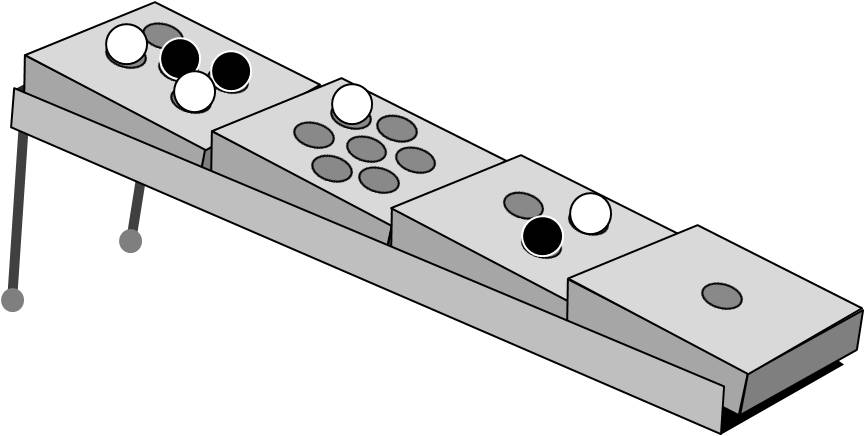
黑方選擇放在第三位棋盤。

- 所有棋盤皆放滿棋子時，遊戲結束，首位棋盤上棋珠多者的一方獲勝[1]。

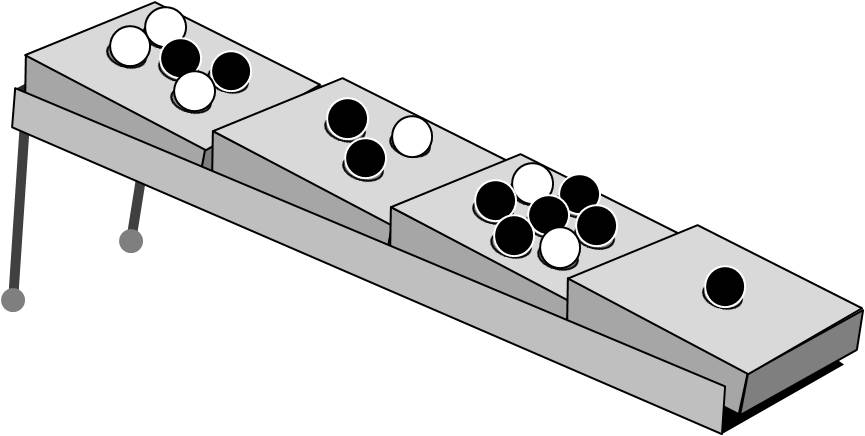
例如遊戲結束時，因首位棋盤有三顆白珠，白方獲勝。

## 外部連結
- 遊戲介紹 （页面存档备份，存于）